# Ferragudo-Parchal
Ferragudo-Parchal (port: Apeadeiro de Ferragudo-Parchal) – przystanek kolejowy położona pomiędzy Ferragudo i Parchal, w gminie Lagoa, w regionie Algarve, w Portugalii. Znajduje się na Linha do Algarve. Jest obsługiwana przez pociągi Comboios de Portugal.
| Ferragudo-Parchal      |  |                |
| Linia Linha do Algarve |  |                |
| Portimão               |  | Estômbar-Lagoa |